# Fortschwihr
Fortschwihr  es una localidad y comuna francesa, situada en el departamento de Alto Rin, en la región  de Alsacia.

## Demografía
| 220 | 228 | 294 | 445 | 732 | 967 |
| Para los censos de 1962 a 1999 la población legal corresponde a la población sin duplicidades (Fuente: INSEE [Consultar]) |     |     |     |     |     |

## Personajes célebres
- El general Klein de Kleinenberg, militar bajo las órdenes de Napoleón I